# Nicolas-Claude Fabri de Peiresc
Nicolas-Claude Fabri de Peiresc (Belgentier, 1º dicembre 1580 – Aix-en-Provence, 24 giugno 1637) è stato un astronomo, botanico e numismatico francese.
Fu uno studioso e uno scienziato anche in altre discipline, mantenendo un'imponente corrispondenza con altri scienziati. Riuscì anche ad organizzare con successo alcune tra le prime spedizioni di ricerca scientifica. Il campo delle sue ricerche fu dunque molto vasto. Tra i suoi molteplici studi si impegnò per molti anni nel determinare la differenza, in longitudine, di varie località in Europa, attorno al Mediterraneo e nell'Africa del Nord.

## Biografia
Nicolas-Claude Peiresc nacque a Belgentier, nel dipartimento del Var, in Francia, e crebbe nella ricca e nobile famiglia di un alto magistrato della Provenza. Fu educato ad Aix-en-Provence, Avignone e all'istituto superiore dei gesuiti a Tournon-sur-Rhône.
A Tolone, per la prima volta cominciò ad interessarsi di astronomia. Nel 1599 intraprese un lungo viaggio in Italia, in Svizzera e in Francia, per poi concludere gli studi di diritto a Montpellier nel 1604. Ricevuto il diploma di laurea tornò ad Aix, dove ereditò la carica di suo zio nel Parlamento della Provenza, con il titolo di "consigliere", che lo poneva immediatamente al di sotto del Presidente del Parlamento, Guillaume du Vair. Nel 1605–1606 e nel 1607–1615 Peiresc e Vair andarono assieme a Parigi. Peiresc esercitò comunque le sue competenze legali nella città di Aix.
Nel 1610 Vair, divenuto suo protettore, acquistò un telescopio, che Peiresc e Joseph Gaultier utilizzarono per l'osservazione dei corpi celesti, incluse le lune galileiane. Peiresc scoprì la Nebulosa di Orione nel 1610 e Joseph Gaultier fu la seconda persona ad osservarla al telescopio. Questa scoperta cadde nel dimenticatoio fino al 1916, quando Guillaume Bigourdan la rivelò.
Nel periodo 1615-1622, Peiresc accompagnò Guillaume du Vair in un viaggio a Parigi. Al suo ritorno in Provenza fu nominato Senatore della corte sovrana, divenne un patrono delle scienze e delle arti, offrì l'Avorio Barberini all'inviato del cardinale Francesco Barberini (1625), studiò i fossili ed ospitò l'astronomo Pierre Gassendi dal 1634 fino al 1637.
Nicolas-Claude Peiresc morì il 24 giugno del 1637 ad Aix-en-Provence.

## Epistolario

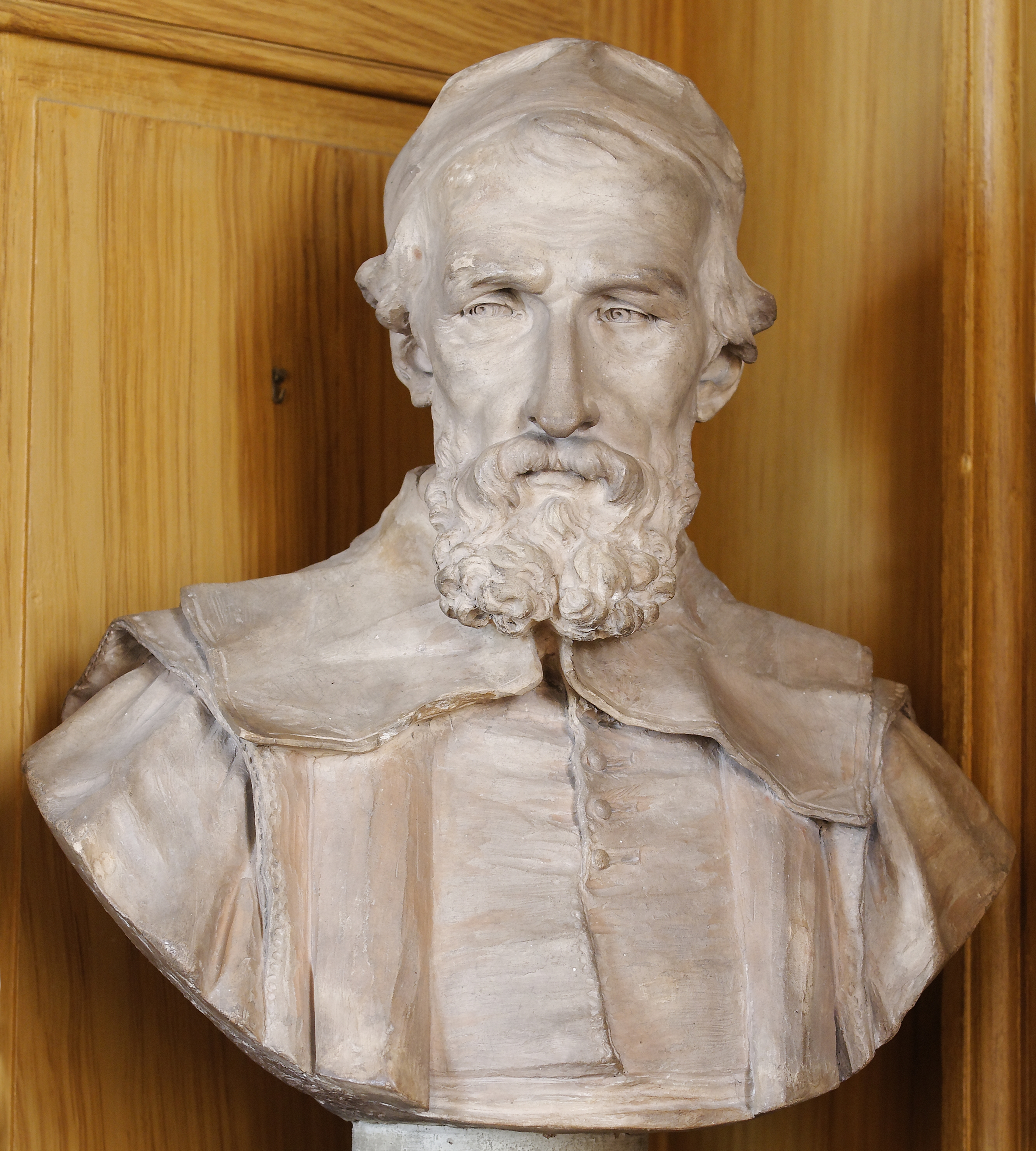
Busto di Peiresc – opera di Caffieri (1787) (Biblioteca Mazzarino).

Fabri de Peiresc fu un infaticabile epistolografo, con le sue circa 10.000 lettere. In effetti egli teneva regolare corrispondenza con Malherbe, Hugo Grotius, i fratelli Dupuy, con il fratello del cardinal Richelieu, Jean Barclay, Rubens, Gassendi, del quale egli fu grande amico, ma anche con Galileo Galilei e Tommaso Campanella per i quali lottò al fine di difenderli dagli attacchi dell'Inquisizione.
Senza che si sappia come egli se l'era procurata, offrì l'avorio Barberini, un'eccezionale opera bizantina in avorio, al cardinale Francesco Barberini, opera che dal 1899 appartiene al Louvre.
La sua corrispondenza con Malherbe permette di capire meglio la personalità del figlio di quest'ultimo, ucciso in duello da Paul de Fortia de Piles, con l'aiuto de Covet de Marignane il 13 luglio 1627.

## Peiresc e il perdutoLibro di Enoch
Nel Seicento si era ormai diffusa in Europa la conoscenza che il "perduto" Libro di Enoch fosse preservato in Etiopia. Avido collezionista di testi rari, negli ultimi anni della sua vita Peiresc dedicò molte energie al reperimento del manoscritto. Come narrato in dettaglio nella biografia scritta da Pierre Gassendi, nel 1633 il missionario cappuccino Gilles de Loches (Aegidius Lochiensis), di ritorno in Francia, confidò a Peiresc di averne vista una copia in Egitto. L'anno successivo un altro padre cappuccino Agathange de Vendôme, al quale Peiresc si era subito rivolto, rispose dall'Egitto di essere riuscito ad entrare in possesso del manoscritto e nel 1636, dopo lunghe trattative,  finalmente la copia arrivò nelle mani di Peiresc, il quale ne annunciò trionfalmente la riscoperta. Peiresc tuttavia non era in grado di leggere il testo etiopico e senza successo cercò di commissionarne la traduzione a Gilles de Loches. Peiresc morì in 1637, senza aver potuto tradurre o pubblicare il manoscritto, ma convinto comunque - come i suoi contemporanei - di aver raggiunto il suo scopo. Nel 1647 il manoscritto fu acquisito dal Cardinale Giulio Mazzarino come una copia del Libro di Enoch. Tuttavia quando finalmente nel 1681 il testo poté essere esaminato da uno specialista, l'orientalista Hiob Ludolf, fu subito chiaro che il manoscritto non conteneva affatto il Libro di Enoch bensì un trattato teologico dal titolo Misteri del Cielo e della Terra di Abba Bahaila Michael contenente solo riferimenti indiretti al Libro di Enoch. Ludolf ne rimase così deluso e amareggiato da ipotizzare che l'esistenza di un manoscritto etiopico del testo apocrifo non fosse che una leggenda. Solo alla fine del Settecento i primi manoscritti del Libro di Enoch arriveranno in Europa dall'Etiopia.

## Dedica del cratere lunare Peirescius
Nicolas-Claude Fabri de Peiresc venne onorato nel 1935, quando la società astronomica internazionale gli dedicò uno dei crateri della Luna, battezzandolo "Peirescius", derivazione latina del suo nome (46.5S, 67.6E, diametro = 61 km).

## Citazioni letterarie
Nel suo colossale romanzo umoristico Vita e opinioni di Tristram Shandy, gentiluomo, lo scrittore irlandese Laurence Sterne cita lo studioso francese, chiamato Peireskius, che elogiò la costruzione del carro del principe Maurizio di Nassau, inventato dal grande ingegnere e matematico Stevinus (alias Simone Stevino), parlando della velocità del suo movimento: "Come dice elegantemente Peireskius 'Tam citus erat, quam erat ventus', il che significa che era veloce come il vento" (Milano, Arnoldo Mondadori Editore, Edizione Integrale,1992, Vol.II, cap.XIV, pag.115).